# 1521年
| 千纪： | 2千纪 |
| 世纪： | 15世纪 \| 16世纪 \| 17世纪                                                                                 |
| 年代： | 1490年代 \| 1500年代 \| 1510年代 \| 1520年代 \| 1530年代 \| 1540年代 \| 1550年代                           |
| 年份： | 1516年 \| 1517年 \| 1518年 \| 1519年 \| 1520年 \| 1521年 \| 1522年 \| 1523年 \| 1524年 \| 1525年 \| 1526年 |
| 纪年： | 辛巳年（蛇年）；明正德十六年；越南光紹六年；陳㫒宣和六年；日本永正十八年，大永元年                         |

## 大事记
- 法蘭西國王法蘭索瓦一世對哈布斯堡王朝宣戰，查理五世因此與教宗利奧十世及英格蘭王亨利八世結盟。
- 原本做為忽里模子附庸國的巴林賈布里德王朝拒絕向葡萄牙控制下的忽里模子進貢，葡萄牙軍隊以忽里模子的名義入侵巴林，賈布里德王朝末代統治者穆克林·伊本·扎米爾兵敗被擒，不久後死亡，葡萄牙開始透過忽里模子統治巴林。
- 足利義稙與細川高國不合出走，被廢去將軍之職，退居阿波國直到1523年逝世，足利義澄的長子足利義晴繼位。
- 武田氏在武田信虎的領導下擊敗今川氏的進攻。
- 瑞典貴族古斯塔夫·瓦薩在達拉納招募反抗丹麥的軍隊。
- 末代梁贊大公伊凡五世·伊凡諾維奇被莫斯科大公國驅逐，梁贊公國滅亡。
- 1月3日——教宗利奧十世發布訓諭，將馬丁·路德逐出天主教會。
- 1月28日——神聖羅馬帝國皇帝查理五世召開沃姆斯政教集會。
- 4月27日——斐迪南·麥哲倫的船隊完成環繞世界，但他自己卻在抵達菲律賓麥克坦島時，被當地居民殺死。
- 5月25日——神聖羅馬帝國皇帝查理五世安排其弟奧地利大公斐迪南一世與波希米亞兼匈牙利國王烏拉斯洛二世的女兒安娜結婚，這樁婚姻使斐迪南一世擁有波希米亞與匈牙利兩國合法繼承權，後於1526年起正式成為哈布斯堡王朝領地。
- 5月25日——查理五世繼位神聖羅馬帝國皇帝後第一次帝國會議沃姆斯政教集會結束，宣佈馬丁·路德所從事的宗教改革違法。
- 6月25日——鄂圖曼帝國蘇丹蘇萊曼大帝率領大軍圍困匈牙利王國的要塞重鎮貝爾格勒，是為貝爾格勒圍城戰。
- 8月13日——阿茲特克最後一位皇帝庫奧赫特莫克終於向征服者克爾特茲（Hernán Cortés）的500人西班牙軍隊其配備火繩槍。和15－20萬底拉斯卡拉（Tlascala）盟軍投降。阿茲特克帝國滅亡。
- 8月29日——匈牙利王國的要塞重鎮貝爾格勒被鄂圖曼帝國攻陷。
- 8月下旬，明朝廣東海道副使汪鋐率領水師與葡萄牙人爆發屯門海戰，以明朝的獲勝而告終。
- 10月25日——卡斯蒂利亚王国的公社暴动被镇压。

## 出生
- 12月1日——武田信玄，日本著名武將（1573年逝世）
- 徐渭，明朝文学家和书法家（1593年逝世）

## 逝世
- 1月21日——寧王朱宸濠。
- 4月20日——明武宗正德皇帝。
- 4月27日——探險家麥哲倫在菲律賓被殺死。
- 穆克林·伊本·扎米爾，巴林賈布里德王朝最後一位統治者。